# 中興路 (大里區)
中興路為台灣臺中市大里區的重要道路之一，一段屬省道台3線的一部分，全路段位於大里區內。大致呈相南—北向，共分為兩段，南過草湖溪連霧峰區中正路，北過舊旱溪連接台中路。

## 歷史
1978年前，中興路全線均是台3線之一部分；1978年台灣公路第二次整編時，曾將中興路二段改為台3丁線；1993年台灣公路第三次整編後，台3丁線解編。
原以陸橋方式跨過地面上的大智路，2013年12月20日後與大智路之平交工程完工通車。

## 分段
共分為二段：
- 一段：南過草湖溪接霧峰區中正路，北過國光路接二段。
- 二段：南過國光路接一段，北過舊旱溪接台中路。

## 車道數
- 一段：雙向四車道，設置中央安全島
- 二段：菸葉廠以北雙向兩車道，菸葉廠以南雙向四車道

## 本道路客運
- 本表更新日期為2024年11月8日

市區公車
| 編號 | 業者       | 路線                             | 行駛區間                        | 備註             |
| ---- | ---------- | -------------------------------- | ------------------------------- | ---------------- |
| 17   | 東南客運   | 草湖－復興八街口                 | 草湖－中正路                    | 全線配置中型巴士 |
| 39   | 建明客運   | 立新國小－新烏日車站             | 德芳南路－東榮路                |                  |
| 50   | 統聯客運   | 文英兒童公園－九二一地震教育園區 | 國光路－中正路                  |                  |
| 綠3  | 統聯客運   | 臺中市議會－省議會               | 益民路－中正路                  |                  |
| 59   | 統聯客運   | 舊社公園－舊正                   | 國光路－中正路                  |                  |
| 107  | 台中客運   | 黎明新村－舊正                   | 台中路－中正路                  |                  |
| 108  | 台中客運   | 港尾－南開科技大學校區           | 台中路－中正路                  | 經亞洲大學       |
| 131  | 台中客運   | 北屯區行政大樓－朝陽科技大學     | 台中路－國光路－塗城路          | 行經大里區塗城路 |
| 132  | 台中客運   | 北屯區行政大樓－朝陽科技大學     | 台中路－勝利二路 國光路－中正路 | 行經霧峰區吉峰路 |
| 158  | 全航客運   | 新烏日車站－朝陽科技大學         | 東榮路－勝利二路                | 經竹仔坑         |
| 200  | 台中客運   | 亞洲大學－新民高中               | 中正路－台中路                  | 此路線為中興幹線 |
| 243  | 台中客運   | 亞洲大學安藤館－東山高中         | 中正路－瑞城一街                | 原四方客運路線   |
| 248  | 台中客運   | 修平科技大學－新烏日車站         | 中興路－草湖                    | 原四方客運路線   |
| 285  | 東南客運   | 帝國製糖廠－銀聯一村             | 甲堤路－大明路                  |                  |
| 291  | 中台灣客運 | 山多綠山莊－環保公園             | 新仁路－德芳南路                | 全線配置中型巴士 |

公路客運
| 編號  | 業者              | 路線                                   | 備註                               |
| ----- | ----------------- | -------------------------------------- | ---------------------------------- |
| 6268  | 全航客運          | 逢甲大學－台中車站－埔里（地理中心碑） |                                    |
| 6333  | 總達客運          | 台中車站－中興新村－水車站             | 部份班次不經中興新村，改經國道三號 |
| 6742  | 員林客運          | 台中－竹山                             |                                    |
| 6742A | 員林客運          | 台中－南投高中－竹山                   |                                    |
| 6871  | 台中客運 員林客運 | 台中車站－溪頭－杉林溪                 |                                    |

## 沿線設施
（由南到北）
（往南接中正路）
一段
草湖溪
- 臺中軟體園區（興建中）
- 彰化第五信用合作社大里分社
- 臺中市立圖書館大里分館
- 財政部印刷廠（臺灣印刷文物館）
- 中華郵政大里草湖郵局
- 臺中市私立青年高級中學
- 麥當勞大里中興餐廳

塗城路
- 合作金庫銀行大里分行

仁化路
草堤路／仁慈路
- 大里橋

環中東路六、七段（台74線）
國光路一段
二段
- 大里運動公園

德芳南路
- 中華郵政大里郵局
- 台新銀行大里分行
- 花蓮第二信用合作社大里分社

益民路一、二段
- 臺中市私立立人高級中學
- 臺中第二信用合作社大里分社
- 摩斯漢堡大里中興店
- 好樂迪大里店
- 內新黃昏市場
- 肯德基大里中興餐廳
- 內新市場
- 台中銀行內新分行
- 凱基銀行大里分行
- 中華郵政大里內新郵局
- 臺灣省農會

德芳路一段
- 菩提醫院
- 臺中市警察局霧峰分局內新派出所

大明路
- 臺中市地方稅務局大屯分局
- 財政部中區國稅局大屯稽徵所
- 臺灣菸酒公司豐原捲菸研發製造廠大里廠區
- 內政部國土測繪中心中部測量隊
- 正聲廣播公司臺中廣播電臺

舊旱溪
- 南門橋

大智路
益民路二段
明德街、台中路
（往北接南門路）